# Хрипск
Хрипск (укр. Хрипськ) — село в Шацкой поселковой общине Ковельского района Волынской области Украины.
До 2020 года входило в Шацкий район.
Расположено у украинско-белорусской границы, на правом берегу реки Копаювка (правый приток Западного Буга).
Код КОАТУУ — 0725785005. Население по переписи 2001 года составляет 277 человек. Почтовый индекс — 44012. Телефонный код — 3355. Занимает площадь 0,825 км².